# Eleições estaduais no Amazonas em 1962
As eleições estaduais no Amazonas em 1962 ocorreram em 7 de outubro como parte das eleições gerais no Distrito Federal, em 22 estados e nos territórios federais do Amapá, Rondônia e Roraima. Ao final da apuração, foram eleitos o governador Plínio Coelho, os senadores Mourão Vieira e Artur Virgílio Filho, sete deputados federais e trinta estaduais.
Pela primeira vez na história, um mesmo partido venceu três eleições consecutivas para o governo do Amazonas e este ano a disputa trouxe Plínio Coelho de volta ao poder após uma relação tumultuada com Gilberto Mestrinho, de quem se afastou até a derrota na eleição para prefeito de Manaus em 7 de janeiro quando foi derrotado por Josué de Souza, todavia a proximidade da sucessão estadual reaproximou Plínio Coelho e Gilberto Mestrinho, sendo que este migrou para o PST e foi eleito deputado federal por Roraima. O governador Plínio Coelho nasceu em Humaitá, é professor formado pelo Instituto de Educação do Amazonas e advogado pela Universidade Federal do Amazonas, além de ser jornalista e membro da Academia Amazonense de Letras. Sua vida política foi edificada no PTB e nessa legenda foi eleito deputado federal em 1950 e governador do Amazonas em 1954.
Na eleição para o Senado Federal o PTB elegeu dois políticos nascidos em Manaus e formados na Universidade Federal do Amazonas: o mais votado foi o engenheiro agrônomo Mourão Vieira, deputado estadual cassado pelo Estado Novo e que depois assumiu a prefeitura de Manaus em 1942 por escolha do governador Álvaro Maia. Após o ingresso na UDN elegeu-se deputado federal em 1947, mudou para o PTB e foi eleito senador em 1954.
O advogado Artur Virgílio Filho, que se elegera deputado estadual em 1947, 1951, e 1954 venceu a eleição para deputado federal em 1958 e foi eleito senador em 1962, contudo teve o mandato cassado pelo Ato Institucional Número Cinco em 1969.

## Resultado da eleição para governador
Conforme o Tribunal Superior Eleitoral foram apurados 97.678 votos nominais.
| Candidatos a governador do estado | Candidatos a vice-governador | Número | Coligação         | Votação | Percentual |
| --------------------------------- | ---------------------------- | ------ | ----------------- | ------- | ---------- |
| Plínio Coelho PTB                 | Não havia -                  | -      | PTB, PDC, PL, PST | 54.800  | 56,10%     |
| Paulo Nery PSP                    | Não havia -                  | -      | PSP, PSD, UDN     | 42.878  | 43,90%     |
| Fontes:                           |                              |        |                   |         |            |

## Resultado da eleição para senador
Conforme o Tribunal Superior Eleitoral houve 178.869 votos nominais.
| Candidatos a senador da República | Candidatos a suplente de senador | Número | Coligação         | Votação | Percentual |
| --------------------------------- | -------------------------------- | ------ | ----------------- | ------- | ---------- |
| Mourão Vieira PTB                 | Edmundo Levi PTB                 | -      | PTB, PDC, PL, PST | 52.774  | 29,50%     |
| Artur Virgílio Filho PTB          | Desiré Guarani PTB               | -      | PTB, PDC, PL, PST | 50.474  | 28,22%     |
| Álvaro Maia PSD                   | Flávio Brito PSD                 | -      | PSP, PSD, UDN     | 39.802  | 22,25%     |
| Alberto Rocha UDN                 | Moisés Benaros Israel UDN        | -      | PSP, PSD, UDN     | 35.819  | 20,03%     |
| Fontes:                           |                                  |        |                   |         |            |

## Deputados federais eleitos
São relacionados os candidatos eleitos com informações complementares da Câmara dos Deputados.

Representação eleita
  PTB: 3
  PL: 2
  PSD: 2

| Deputados federais eleitos | Partido | Votação | Percentual | Cidade onde nasceu | Unidade federativa |
| Almino Afonso              | PTB     | 13.870  | 14,19%     | Humaitá            | Amazonas           |
| Paulo Coelho               | PL      | 10.380  | 10,62%     | Humaitá            | Amazonas           |
| João Veiga                 | PTB     | 9.240   | 9,45%      | Recife             | Pernambuco         |
| Abraão Sabbá               | PSD     | 8.581   | 8,78%      | Belém              | Pará               |
| Leopoldo Peres             | PSD     | 6.109   | 6,25%      | Manaus             | Amazonas           |
| José Esteves               | PTB     | 5.266   | 5,39%      | Manaus             | Amazonas           |
| Djalma Passos              | PL      | 3.306   | 3,38%      | Boca do Acre       | Amazonas           |
| Fontes:                    |         |         |            |                    |                    |

## Deputados estaduais eleitos
Havia trinta cadeiras da Assembleia Legislativa do Amazonas.

Representação eleita
  PTB: 6
  PSD: 6
  PST: 5
  UDN: 3
  PDC: 3
  PL: 3
  PSB: 2
  PRT: 2

| Deputados estaduais eleitos      | Partido | Votação | Percentual | Cidade onde nasceu | Unidade federativa |
| Bernardo Cabral                  | PTB     | 2.944   | 3,01%      | Manaus             | Amazonas           |
| João Braga Júnior                | PSD     | 2.666   | 2,72%      | Santarém           | Pará               |
| Darcy Augusto Michiles           | PTB     | 1.527   | 1,56%      | Manaus             | Amazonas           |
| José Austregésilo Mendes         | PST     | 1.492   | 1,52%      | Pauini             | Amazonas           |
| Vinícius Monte Conrado Gomes     | UDN     | 1.486   | 1,52%      | Manaus             | Amazonas           |
| Rui Araújo                       | PSD     | 1.420   | 1,45%      | Recife             | Pernambuco         |
| Gregório Dias                    | PTB     | 1.409   | 1,44%      | Amaturá            | Amazonas           |
| Arlindo Augusto dos Santos Porto | PTB     | 1.382   | 1,41%      | Manaus             | Amazonas           |
| Renato de Souza Pinto            | PTB     | 1.306   | 1,33%      | Manaus             | Amazonas           |
| Augusto Pessoa Montenegro        | PTB     | 1.299   | 1,32%      | Tefé               | Amazonas           |
| Anfremon D'Amazonas Monteiro     | PDC     | 1.217   | 1,24%      | Beruri             | Amazonas           |
| Stênio Neves                     | PDC     | 1.198   | 1,22%      | Manaus             | Amazonas           |
| Homero de Miranda Leão           | PSD     | 1.189   | 1,21%      | Maués              | Amazonas           |
| Tupinambá de Paula e Sousa       | PRT     | 1.180   | 1,20%      | Tapauá             | Amazonas           |
| Theomário Pinto da Costa         | PST     | 1.138   | 1,16%      | Caapiranga         | Amazonas           |
| Alfredo Augusto Pereira Campos   | PST     | 1.120   | 1,14%      | Barcelos           | Amazonas           |
| Danilo de Aguiar Corrêa          | PSD     | 984     | 1,00%      | Manaus             | Amazonas           |
| Isaac de Oliveira Sabá           | PST     | 981     | 1,00%      | Silves             | Amazonas           |
| João Valério de Oliveira         | PL      | 981     | 1,00%      | Itacoatiara        | Amazonas           |
| Joel Ferreira                    | PSB     | 978     | 1,00%      | Manaus             | Amazonas           |
| Tércio de Araújo da Silva        | PST     | 967     | 0,98%      | Barreirinha        | Amazonas           |
| Manoel José de Andrade Neto      | UDN     | 947     | 0,96%      | Manaus             | Amazonas           |
| Adão de Oliveira Medeiros        | PSD     | 903     | 0,92%      | Itapiranga         | Amazonas           |
| Júlio Furtado Belém              | PSD     | 896     | 0,91%      | Apuí               | Amazonas           |
| Francisco Dorval Vieira          | UDN     | 849     | 0,86%      | Itamarati          | Amazonas           |
| Francisco Guedes de Queiroz      | PL      | 829     | 0,84%      | Careiro da Várzea  | Amazonas           |
| Francisco Cavalcante de Oliveira | PL      | 827     | 0,84%      | Japurá             | Amazonas           |
| Rossini Barbosa Lima             | PRT     | 803     | 0,82%      | Recife             | Pernambuco         |
| Wilson Paula de Sá               | PDC     | 794     | 0,81%      | Uarini             | Amazonas           |
| Adail Garcia de Vasconcelos      | PSB     | 763     | 0,78%      | Humaitá            | Amazonas           |
| Fontes:                          |         |         |            |                    |                    |